# Vodopad Tufton Hall
Vodopad Tufton Hall nalazi se u župi Saint Mark, malo izvan Victorije. To je najviši vodopad u Grenadi, s približnom visinom od 25 m. Jedini način za posjetiti vodopad je pješačenje u trajanju od otprilike 3 sata (u jednom smjeru) kroz tehnički i pomalo naporan teren. Dostupni su vodiči iz Victorije, koji obično nose uže i noževe.

## Vanjske poveznice
|  | Zajednički poslužitelj ima još gradiva o temi Vodopad Tufton Hall |

- https://web.archive.org/web/20101231162600/http://www.grenadaexplorer.com/Waterfalls.htm